# 辛巴叛乱
辛巴叛乱（法語：Rébellion Simba），又称东方起义，是1963年—1965年刚果共和国（利奥波德维尔）（今刚果民主共和国）发生的一场内战，处于更广泛的刚果危机和冷战的背景下。此次叛乱主要发生在该国东部，由前总理帕特里斯·卢蒙巴的支持者领导。卢蒙巴于1960年被约瑟夫·卡萨武布和约瑟夫-德西雷·蒙博托联手罢黜，随后于1961年1月在加丹加被杀。辛巴叛乱与同为卢蒙巴主义者的皮埃尔·穆莱莱在刚果（利）中部领导的奎卢叛乱同时发生。
辛巴叛军在最初取得显著成功，占领刚果（利）东部大部分地区，并在斯坦利维尔宣布建立“刚果人民共和国政府”。然而，由于组织混乱、缺乏协调，以及叛军领导层与其东方集团盟友之间的矛盾，该叛乱最终陷入困境。自1964年底起，刚果政府在西方列强支持下，动用久经沙场的雇佣兵发起多次大规模反攻（包括南方行动），叛军遭遇重挫并迅速瓦解。到1965年11月，辛巴叛乱已基本被镇压，尽管部分残余力量仍继续在边远地区开展游击战，直到1990年代才彻底消失。